# (893) Leopoldina
(893) Leopoldina ist ein Asteroid des Hauptgürtels, der am 31. Mai 1918 vom deutschen Astronomen Max Wolf in Heidelberg entdeckt wurde. 
Benannt ist der Asteroid nach der Deutschen Akademie der Naturforscher Leopoldina.